# Сент-Андре (Жер)
Сент-Андре́ (фр. Saint-André) — коммуна во Франции, находится в регионе Юг — Пиренеи. Департамент — Жер. Входит в состав кантона Саматан. Округ коммуны — Ош.
Код INSEE коммуны — 32356.

## География

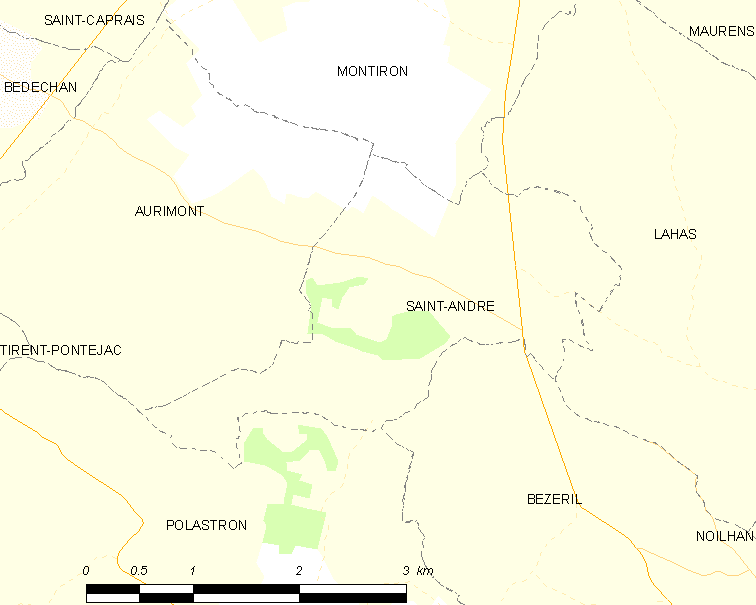
Карта коммуны

Коммуна расположена приблизительно в 600 км к югу от Парижа, в 50 км западнее Тулузы, в 24 км к юго-восточнее от Оша.
По территории коммуны коммуны протекает река Маркау.

## Климат
Климат умеренно-океанический. Лето жаркое и немного дождливое, температура часто превышает 35 °С. Зимой часто бывает отрицательная температура и ночные заморозки. Годовое количество осадков — 700—900 мм.

## Население
Население коммуны на 2010 год составляло 99 человек.
| 1962 | 1968 | 1975 | 1982 | 1990 | 1999 | 2010 |
| ---- | ---- | ---- | ---- | ---- | ---- | ---- |
| 115  | 101  | 98   | 92   | 95   | 76   | 99   |

## Администрация
| Период | Период | Фамилия     | Партия | Примечания |
| ------ | ------ | ----------- | ------ | ---------- |
| 2001   | 2014   | Лео Фор     |        |            |
| 2014   | 2020   | Жерар Дельё |        |            |

## Экономика
В 2010 году среди 64 человек трудоспособного возраста (15-64 лет) 47 были экономически активными, 17 — неактивными (показатель активности — 73,4 %, в 1999 году было 71,4 %). Из 47 активных жителей работали 47 человек (28 мужчин и 19 женщин), безработных не было. Среди 17 неактивных 6 человек были учениками или студентами, 7 — пенсионерами, 4 были неактивными по другим причинам.